# Wolodja der Große und Wolodja der Kleine

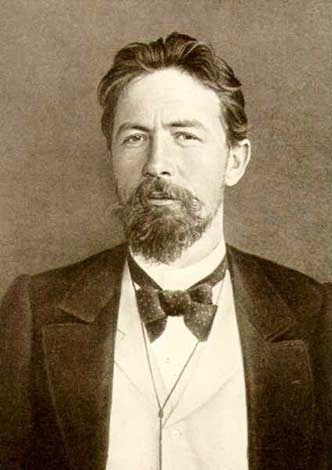
Anton Tschechow

Wolodja der Große und Wolodja der Kleine, auch Ein Frauenleben (russisch Володя большой и Володя маленький, Wolodja bolschoi i Wolodja malenki), ist eine Erzählung des russischen Schriftstellers Anton Tschechow, die am 28. Dezember 1893 in der Moskauer Tageszeitung Russkije wedomosti erschien.
Luise Flachs-Fokschaneanus Übertragung ins Deutsche kam 1897 bei August Schupp in München heraus. Im selben Jahr erschien eine deutschsprachige Fassung unter dem Titel Ein Frauenleben. Andere Übersetzungen: 1894 ins Serbokroatische (Volodja veliki i Volodja mali), 1897 ins Ungarische (A nagy Volodja és a kis Volodja) und Slowakische (Vlado vel’ký a Vlado maličký), 1903 ins Schwedische (Volodja den store och Volodja den lille) sowie ins Englische (The Two Volodyas).

## Handlung
Die 23-jährige Sofja Lwowna hat mit der Heirat des 54-jährigen Obersten Wladimir Nikitytsch Jagitsch – genannt der große Wolodja – eine, finanziell gesehen, gute Partie gemacht. Nach einem reichlichen Ehejahr an der Seite eines ungeliebten Mannes bereut Sofja ihren Schritt. Aber nun ist es zu spät. Der große Wolodja ist zwei Jahre älter als Sofjas Vater. Bis zu ihrer Verheiratung hatte Sofja ihren Jugendfreund Wladimir Michailytsch – den kleinen Wolodja – leidenschaftlich geliebt. Die beiden Wolodjas – der alte und der 33-jährige – sind befreundet. Auf einer gemeinsamen Fahrt mit der Troika kommen die Drei zusammen mit einer Kusine Sofjas an jenem Frauenkloster vorbei, in das Olja freiwillig eingetreten ist.
Olja konnte nicht anders. Ihr Bruder war zur Zwangsarbeit verschickt worden und die Mutter war vor Gram gestorben. Die „üppige und rotwangige“ Olja war darauf in Sofjas Familie aufgezogen worden.
Sofja betritt allein das Kloster und begegnet Olja. Die Nonne wirkt „kalt, bleich und durchsichtig“. Nach der Aufforderung Sofjas fährt Olja ein Stück in der Troika mit, wird von den beiden Wolodjas achtungsvoll behandelt und kehrt bald in ihr Kloster zurück.
Sofja klagt dem kleinen Wolodja unter vier Augen ihr Leid. Wie kann sie dem großen Wolodja aus dem Wege gehen? Sollte Sofja auch ins Kloster eintreten? Der kleine Wolodja, der die Gelehrtenlaufbahn eingeschlagen hat, macht sich über seine Freundin lustig: Eine Ungläubige möchte Nonne werden.
Sofja wirft sich dem kleinen Wolodja an den Hals. Das neuerliche Verhältnis dauert lediglich eine Woche. Dann gibt der kleine Wolodja der Geliebten den Laufpass. Verzweifelt klagt Sofja im Kloster Olja ihr Leid. Anton Tschechow schließt mit: „Olja... spürte …, daß … etwas Unsauberes, Klägliches, Schäbiges in die Zelle kam, und Olja sagte ihr mechanisch … das alles habe nichts zu sagen, alles gehe vorüber, und Gott verzeihe alles.“

## Selbstzeugnis
Am 28. Dezember 1893 an Wiktor Golzew: „Meine Erzählung in den Russkije wedomosti wurde so eifrig geschoren, daß man mit den Haaren auch den Kopf abgeschnitten hat.“

## Adaptionen
- 15. Oktober 1987, DFF 2: Wolodja der Große und Wolodja der Kleine[7]. Fernsehspiel (55 min) von Wjatscheslaw Krischtofowitsch[8] mit Olga Melichowa[9] als Sofja Lwowna, Rostislaw Jankowski[10] als großer Wolodja und Oleg Menschikow als kleiner Wolodja.[11][12]

## Deutschsprachige Ausgaben
- Wolodja der Große und Wolodja der Kleine in: Anton Tschechow: Ariadna. Erzählungen 1892–1895. Aus dem Russischen neu übersetzt von Vera Bischitzky, Kay Borowsky, Barbara Conrad und anderen. 563 Seiten. Artemis und Winkler, Düsseldorf 2004, ISBN 978-3-538-05434-9

### Verwendete Ausgabe
- Wolodja der Große und Wolodja der Kleine. Aus dem Russischen übersetzt von Ada Knipper und Gerhard Dick, S. 294–307 in: Anton Tschechow: Weiberwirtschaft. Meistererzählungen, Band aus: Gerhard Dick (Hrsg.), Wolf Düwel (Hrsg.): Anton Tschechow: Gesammelte Werke in Einzelbänden. 582 Seiten. Rütten & Loening, Berlin 1966 (1. Aufl.)